# ФК Астън Вила
Футболен клуб Астън Вила (известен още като „Вила“ или „Виланите“) е английски професионален футболен клуб, базиран в квартала на Бирмингам – Астън. Клубът е основан през 1874 г. и играе своите домакински мачове на Вила Парк от 1897 г. Астън Вила е един от основателите на Футболната лига през 1888 г., а по-късно и на Премиършип през 1992 г. Клубът до 2006 г. е ръководен от собственика и председател Дъг Елис, но през 2006 г. контролният пакет акции става притежание на Ранди Лърнър. През 2016 г. Лърнър продава клуба на китайския бизнесмен Тони Ся.
Астън Вила е един от най-старите и успешни футболни клубове в Англия, ставайки 7 пъти шампион на страната в предишния формат на Премиършип (Първа дивизия) и печелейки 7 пъти купата на Футболната асоциация. Вила са и един от петте английски отбора, които са ставали шампиони на Европа, като печели КЕШ през 1982 г. Астън Вила са на седмо място във Вечната ранглиста на Висшата лига и на пето място по най-много спечелени големи трофеи от английски отбори, притежавайки 21 трофея в своята витрина.

## История

### Основаване и ранни години (1874 – 1886)
Футболен клуб Астън Вила е създаден през март 1874 г. от членовете на клуба по крикет Вила Крос Уеслиан Чапъл в Хендсуърт, който днес е част от Бирмингам. Четирима от основателите – Джак Хюз, Фредерик Матюс, Уолтър Прайс и Уилям Скатъргууд – решават да създадат футболен отбор, който да осигурява занимания през зимните дни.
Първият мач на Атън Вила е срещу местният ръгби тим Астън Брук Сейнт Мери. Условието на двубоя е съставът на Вила да се съгласи да играе първото полувреме по правилата на ръгби мачовете, а второто по тези на футбола. Според официалните документи Вила печели с 1 – 0 с гол на Джак Хюз.
Клубът играе своите първи домакински мачове на терените в Астън Парк. През 1876 г. Вила се мести на новия си стадион Уелингтън Роуд, намиращ се в района на Пери Бар в Бирмингам. Местността, която е собственост на земевладелец, е преотстъпена на отбора с договор за 3 години и годишна такса по 5 лири.
Вила бързо става един от най-добрите тимове в Мидландс, като печели своето първо отличие – купата на Бирмингам през 1880 г. с капитан шотландеца Джордж Рамзи. През сезон 1880/81 21 от 25-те гостувания са спечелени и отборът взема купата на Стафордшър. Прогресът на младия отбор е допълнително подсилен и с появата на четвъртфинал за ФА къп през 1883 г. и 1884 г. На следващия сезон Вила получава статут на професионален футболен клуб.

### Основаване на Футболната лига (1887 – 1893)
Тимът печели първия си трофей във ФА къп през април 1887 г. с победа 2 – 0 над Уест Бромич, като капитан на отбора отново е шотландец – Арчи Хънтър. Въпреки успеха шотландският фактурист и директор на Астън Вила Уилиам Макгрегър остава разочарован от едно – приятелските срещи и ниската посещаемост на всички мачове, освен на тези от ФА къп. Той вижда, че за да държат интереса към играта жив големите отбори, е нужно да играят в собствена лига, подобна на тази при американския бейзбол. Така той пише до 12-те водещи отбори в Англия за среща и обсъждане за образуването на лига. Причината Футболната лига никога да не е наричана Английска лига е, че Уилиам МакГрегър е очаквал шотландските и уелските отбори евентуално също да се присъединят. Тимовете от Уелс и най-вече Кардиф Сити правят точно това, но тези от Шотландия отказват. Разбира се Астън Вила е един от дванадесетте клуба, които се състезават в първия сезон на Футболната лига. Своят дебют Вила прави на 8 септември 1888 г. в мач срещу Улвърхамптън Уондърърс, завършил 1 – 1, като Том Грийн вкарва първия гол за клуба в Лигата. В края на сезона Вила завършват втори след Престън.

### Златен период (1893 – 1914)
Не след дълго през 1893/94 Вила печели своя първи трофей в шампионата, като Джон Девий вкарва 20 гола, превръщайки се и в голмайстор за сезона. Любимците от Пери Бар, както феновете наричат отбора, вкарват 84 гола в 30 мача. Това е знак, че Астън Вила започва „Златен период“ в своята история. През сезон 1897 тимът прави най-големия си успех, печелейки купата на Лигата и тази на Футболната асоциация. Този подвиг не може да бъде подобрен повече от 60 години. В края на сезона клубът прави и друга важна крачка в своята история. По време на домакинските мачове публиката, която се събира, е повече от 25 хиляди души, докато на финала за ФА Къп са по-малко от 20 хиляди. Това кара ръководството на клуба да премести домакинските си мачове на друг по-голям стадион. Така в края на годината Астън Лоуър Граундс става техният нов дом, на който играят домакинствата си и в наши дни. Популярното му наименование Вила Парк е наложено от употребата му сред феновете, макар да липсва официално преименуване. През 1913 г. тимът за пети път печели ФА Къп, побеждавайки с 1 – 0 Съндърланд. Преди началото на Първата световна война клубът върви повече от успешно, като печели 6 купи на Лигата и 5 на ФА. Капитан през този забележителен период е Джон Девий.

### Между Първата и Втората световна война
През сезон 1920 г., който е първият след войната, Вила завърша като носител на шестата си купа на ФА, спечелена срещу Хъдърсфилд Таун с победа 1 – 0 на Стамфорд Бридж.
Юбилейният 50-годишен сезон на Вила през 1923/24 приключва с финал за ФА Къп, който е едва вторият на стадион Уембли. Загуба с 2 – 0 от Нюкасъл слага край на надеждите за 7-а купа в турнира.
Въпреки че след войната Вила остава един от водещите отбори, обстановката в клуба бавно се влошава. Стига се дотам, че един от най-прочутите и успешни клубове в световния футбол изпада във Втора дивизия през 1936 г. Преди това през 20-те и 30-те години на 20 век, в състава на Вила играят доста от националните играчи (през 1913/14 по-малко от 14 национали). През този период феновете на Вила Парк се наслаждават на красива игра и изобилие от голове. През сезон 1930/31 Вила отбелязва 128 гола, като 49 от тях вкарва Том „Понго“ Уоринг, това обаче не е достатъчно за спечелване на титлата.
Решението на клуба да назначи своя пръв мениджър съвпада с изпадането му, за първи път през 1935/36. Това се дължи предимно на изключително слабата защита, която допуска 110 гола, 7 от които са при загубата с 1 – 7 на Вила Парк от тима на Арсенал, като Тед Дрейк вкарва и седемте гола за „Артилеристите“. Вила е коронясан като шампион на Втора дивизия през 1937/38 под ръководството на Джими Хоган. Астън Вила се завръща там, където принадлежи, но тогава започва Втората световна война. Седем сезона за загубени и много кариери са прекратени преждевременно, Вила започва изграждането на нов тим под ръководството на бившия играч Алекс Мейси.

### Носител на ФА Къп (1957) – трофей след 37 години пауза
В края на 1940-те и през 1950-те години Мейси прави опити да изгради силен състав, привлича редица нови играчи. Едно от най-значимите нови попълнения е дошлият през 1951 г. Дани Бланчфлауър. Въпреки че Вила притежава добри играчи и многобройна публика, отбора се представя на средно ниво. През сезон 1956/57 бирмингамци неочаквано стигат до финал за ФА Къп, като кулминацията е победата над силния Манчестър Юнайтед, чийто тим е наричан по онова време „Бебетата на Бъзби“. На полувремето резултата на мача е 0 – 0, но в 66 минута Макпарланд подава на Диксън и той вкарва, 6 минути по-късно и самият Макпарланд бележи гол, превръщайки се в герой на мача. Така след 37-годишно прекъсване Вила печели първи трофей.
Настъпва ентусиазъм и надежда за нова ера, но успехът във ФА Къп се оказва подвеждащ. Сезон след спечелването на турнира отборът завършва на 14-о място в лигата. Ерик Хаутън е уволнен (след отказ да напусне сам), когато клубът е застрашен от изпадане. Неговият наследник Джо Мърсър е безпомощен пред отпадането на отбора за втори път през 1958/59 г. През 1959/60 г. клубът става шампион на Втора дивизия и бързо се завръща в елита. Сезон по-късно става първият отбор спечелил новия тогава турнир за Купата на лигата и завършва на предно място в класирането за първенство. Този успех е постигнат със завладяващото ядро от млади футболисти, които са наречени „дребосъците на Мърсър“.

### В долните дивизии (1960 – 1975)
През 1960-те, следва нов кризисен период за клуба, един от най-тежките моменти в неговата история. До тази криза водят редица фактори, свързани с неспособността на ръководството да се справи с нови условия в организацията на футбола, сред които – липсата на скаути за разузнаване, водене на отбора по-начин от 40-те години, а и 3 от 5-членното ръководство са на 70-годишна възраст. Наред с това са продадени двама от ключовите играчи – Фил Ууснам и Тони Хейтли. Без техните голове Вила изпада в игрова криза, като пълната агония идва през 1967 г., когато с мениджъра Дик Тейлър, отборът изпада за трети път. Феновете започват да настояват ръководството да подаде оставка, като това става все по-наложително след като тимът завършва на 16-о място във Втора дивизия през 1968 г.
В отчаян опит да избегне изпадане в Трета дивизия, мениджърът Томи Къмингс харчи 200 000 паунда за нови играчи, но феновете отказват да посещават на мачовете в знак на протест, а клубът постепенно затъва в дългове. През ноември 1968 г., Вила се намира на дъното на Втора дивизия, борда на директорите уволнява Къмингс и в рамките на седмица цялото ръководство напуска под натиска на феновете. След много спекулации контролът върху клуба е поет от лондонския финансист Пат Матюс, който води със себе си Дъг Елис като президент и Томи Дохърти като треньор.
Въпреки промяната и първоначалния успех, Дохърти е неспособен да откъсне отбора от опасната зона, а след по-малко от година той е уволнен. Неговият заместник Вик Кроу също не успява да спаси Астън Вила от изпадане в Трета дивизия за първи път в своята история през 1969/70. Изненадващо, следващия сезон Вила стига до финал на Купата на лигата след победа над Манчестър Юнайтед на полуфинал. На финала обаче тимът е победен от Тотнъм с два късни гола.
Вила прекарва два сезона в третия ешелон, като отборът финишира на първо място в Трета дивизия през сезон 1971/72 със спечелените 70 рекордни точки. На следващата година тимът почти се класира в елита, завършвайки трети във Втора дивизия през 1972/73. През новия сезон Вила продължава да се бори за промоция, като Елис уволнява Кроу и назначава Рон Саундърс.

### Участник в европейски турнири (1975 – 1977)
Стогодишнината от основаването на Астън Вила е отбелязано през 1974/75 с дубъл – победа над Норич на финал за Купата на лигата и спечелване на промоция за Първа Дивизия, след осемгодишно отсъствие. Заради успеха си в купата на лигата, Вила за първи път има право на участие в Европейските клубни турнири. Въпреки че, отборът е елиминиран още в първия кръг от Роял Антверп, Саундърс продължава да трупа опит и да изгражда състав. Бирмингамци отново печелят купата на лигата през 1977 г., като на финала побеждават Евертън. Следващият сезон тимът стига до четвъртфинал за купата на УЕФА, отстранявайки последователно тимовете на Фенербахче, Гурник Забже и Атлетик Билбао. Съперник на четвъртфинала е Барселона, като Вила се представя повече от достойно. Отпада след 2 – 2 у дома и 1 – 2 на Ноу Камп. Астън Вила се завръща обратно във футболния елит на Европа. А само след 4 години ще вземе сладък реванш срещу каталунците.

### 1977 – наши дни
Вила се връща в елита като Саундърс продължава да гради нов побеждаващ състав. Това кулминира в седмата шампионска титла за клуба през 1980/81. За изненада на коментатори и фенове, Саундърс напуска по средата на сезон 1981/82 след разногласия с ръководството, като Вила по това време е достигнала до четвъртфинал за Европейската купа. Той е заменен от своя асистент-мениджър Тони Бартън, който довежда клуба до победата над Байерн Мюнхен с 1 – 0 на финала на КЕШ в Ротердам, с гол на Питър Уит. През следващия сезон Вила печелят и Суперкупата на Европа, побеждавайки Барселона на финала. Това бележи връхната точка в развитието, след която представянето на Вила рязко спада през 1980-те години. Кулминация е изпадането през 1987 г. във Втора дивизия. Още през следващия сезон обаче клубът печели промоция по ръководството на Греъм Тейлър.
Вила стават един от основателите на Висшата лига през 1992 г., завършвайки като подгласници на Манчестър Юнайтед в първия ѝ сезон. През останалата част от деветдесетте години обаче Вила сменя трима различни мениджъри, което води до доста непоследователни изяви, въпреки че клубът печели две Купи на Лигата и редовно се класира за Купата на УЕФА. Вила достига финал за ФА Къп през 2000 г., но губи с 1 – 0 от Челси, в последния мач, които се играе на стария стадион Уембли. Отново обаче изявите в Лигата са колебливи. Вила продължава да показва непостоянство под ръководството на няколко различни мениджъри, докато не се стига до обрат в ръководството на клуба през лятото на 2006 г. След 23 години като председател и най-голям акционер (приблизително 38%), Дъг Елис най-накрая продава своя дял в Астън Вила, поради влошено здраве и се оттегля от управлението. След много спекулации е обявено, че клубът е закупен от американския бизнесмен Ранди Лърнър, собственик на NFL франчайза Кливланд Браунс.
Пристигането на новия собственик Лърнър и на мениджъра Мартин О'Нийл бележи началото на нов период на оптимизъм на Вила Парк. Настъпват радикални промени в целия клуб, включително нова емблема, нов спонсор на екипите и промени в отбора през лятото на 2007. Първият финал за голяма купа през ерата на Лърнър идва през 2010 г., когато Вила губят с 2 – 1 на финала за Купата на Лигата. Вила пътува и за втори път до Уембли през същия сезон, като губи с 3 – 0 от Челси в полуфинала за ФА Къп. Само пет дни преди откриването на сезон 2010/11, О'Нийл подава оставка като мениджър и след една година под ръководството на Жерар Улие, за мениджър е обявен Алекс Маклийш, предишен наставник на Бирмингам Сити, въпреки многобройните протести от страна на феновете срещу назначаването му. Това е исторически първият път, в който един мениджър е бил начело и на двата местни съперника. Договорът на Маклийш е прекратен в края на сезон 2011/12 след като Вила завършва на 16-о място, а той е заменен от Пол Ламбърт. През февруари 2012 г., клубът обявява финансова загуба от 53,9 милиона британски паунда, като Лърнър обявява клуба за продажба три месеца по-късно, с прогнозна стойност от 200 милиона паунда. Все още с Лърнър в управителния борд, през сезон 2014/15 Астън Вила вкарва само 12 гола в 25 мача в лигата, най-ниският показател в историята на Висшата лига, и Ламбърт е уволнен през февруари 2015 г. След него идва Тим Шерууд, който успява да измъкне клуба от изпадане, като същевременно го извежда до финал за ФА Къп през 2015, но и той е освободен от поста през сезон 2015/16, също както и неговият наследник Реми Гард, в кампанията, която завършва с изпадането на Вила от елита за първи път от 1987 г. насам. Немалка роля за този упадък има не само голямото текучество на мениджърския пост, но и непоследователното и масово привличане на множество играчи, които не вдигат впоследствие нивото на игра, а водят единствено до финансови загуби на клуба.
През юни 2016 г., китайският бизнесмен Тони Ся купува клуба за 76 милиона паунда от Лърнър. За нов мениджър е назначен Роберто ди Матео, но той е уволнен след 12 мача, в които постига едва 1 победа, за да бъде заменен от бившия мениджър на Бирмингам Стив Брус.

## Цветове и емблема
Традиционните цветове на клубния екип са винено-червена фланела със светлосини ръкави, бели шорти и небесно-сини чорапи. Традиционната клубна емблема представлява изправен златен лъв на светлосин фон с изписано мотото „В готовност“. Последната промяна на знака е направена и приета през 2016 г., като лъвът е стилизиран с разтворени лапи с нокти, а надписът „Prepared“ е премахнат.

## Стадион
Домът на Астън Вила от 1897 г. е стадион Вила Парк. Той претърпява няколко промени през годините, като актуалният му капацитет е 42 682 зрителски места. Рекордното му посещение е регистрирано на 2 март 1946 г., когато на мача между Астън Вила и Дарби Каунти за Купата на Англия присъстват 76 588 зрители.
Вила Парк е третият по ред стадион на Вила. Предишните клубни стадиони са били Астън Парк (1874 - 1876) и Уелингтън Роуд (1876 - 1897). Астън Парк не е имал специални трибуни, като е предлагал просто поляни за игра на футбол, като част от имението Астън Хол, притежавано в миналото от сър Томас Холт, на чието име е кръстена и една от трибуните на днешния Вила Парк. Уелингтън Роуд вече предлагал повече възможности за приемане на зрители и съответно за приходи от тази дейност. Той обаче постепенно се оказва тесен за амбициите на бързоразвиващия се Астън Вила и клубът започва да търси нови варианти за изграждането на по-голямо съоръжение. Намира го отново в близост до Астън Хол, където е построен днешният Вила Парк.
Вила Парк е най-използваният стадион в историята на полуфиналите на ФА Къп, като е домакинствал на 55 полуфинала. Стадиона има 4 сектора; Холт Енд, Тринити Роуд Стенд, Норт Стенд и Дъг Елис Стенд. Клубът има принципно разрешение за уголемяване на Норт Стенд, което при реализация би довело до увеличаване на капацитета му до 50 хил. места.
На стадиона са играни 16 мача от националния отбор по футбол на Англия. Първият международен мач, изигран на него, е през 1899 г. Това е първият английски стадион, на който са играни международни мачове в три различни века. Приемал е също така ръгби срещи, както и музикални концерти.

## Състав

### Настоящ състав
Към 15 август 2025 г.

## Известни играчи
| - Били Уокър - Хари Хамптън - Ерик Хаутън - Дариъс Васел - Дийн Сондърс - Джими Римър - Дуайт Йорк - Гавин МакКан - Тони Дейли - Марк Уолтърс - Колин Гибсън - Гари Уилъмс - Денис Мортимър - Найджъл Спинк - Гордън Кауънс |  | - Дейвид Плат - Анди Таунсенд - Емил Хески - Пол Мърсън - Гарет Бари - Лий Хендри - Джак Девий - Браян Литъл - Джордж Рамзи - Арчи Хънтър - Алън Евънс - Иън Рос - Чарли Ейткън - Дес Бремнър - Анди Грей |  | - Пол Макграт - Рей Хаутън - Стив Стоунтън - Вик Кроу - Дийн Соундърс - Дани Бланчфлауър - Питър Макпарланд - Мартин Лаурсен - Томас Сьоренсен - Петер Шмайхел - Улоф Мелберг - Хуан Пабло Анхел - Джордж Боатенг - Саво Милошевич - Стилиян Петров |

## Български футболисти
- Стилиян Петров: 2006/13 - (186 мача - 9 гола)
- Александър Тонев: 2013/15 - (17 мача - 0 гола)

## Успехи

### Международни
- Носител на Суперкупата на УЕФА: 1 (1982)
- Носител на Купата на европейските шампиони: 1 (1982)
- Носител на Купата Интертото: 1 (2001)

### Национални
Шампионски титли в Лигата
- Шампион на Първа дивизия: 7 (1893/94, 1895/96, 1896/97, 1898/99, 1899/1900, 1909/10, 1980/81)
- Шампион на Втора дивизия: 2 (1937/38, 1959/60)
- Шампион на Трета дивизия: 1 (1971/72)

Купи
- Носител на Купата на Англия: 7 (1887, 1895, 1897, 1905, 1913, 1920, 1957)
- Носител на Купата на Футболната лига: 5 (1961, 1975, 1977, 1994, 1996)
- Носител на Чарити Шийлд: 1 (1981)
- Носител на Чарити Шийлд на Лондонския шериф: 2 (1899, 1901)
- Носител на Военната купа на Лигата: 1 (1944-поделена)
- Носител на Бирмингам Синиър Къп: 19 (1879/80, 1881/82 – 1884/85 (4), 1887/88 – 1890/91 (4), 1895/96, 1898/99, 1902/03, 1903/04, 1905/06, 1907/08 – 1909/10 (3), 1911/12, 1984/85)
- Носител на Стафордшър Синиър Къп: 16 (1880/81, 1890/91, 1892/93, 1893/94, 1895/96, 1898/99, 1905/06, 1906/07, 1908/09 – 1910/11 (3), 1912/13, 1924/25, 1927/28, 1930/31, 1953/54
- Носител на Устършър Синиър Къп: 2 (1938/39, 1953/54)

## Статистика и рекорди
В края на сезон 2015/16 Астън Вила има изиграни 105 сезона във висшето ниво на английския футбол, единственият клуб, който е прекарал по-дълго в елита е Евертън, със 114 сезона. Мачът Астън Вила срещу Евертън е най-често играната среща в английския елит. Астън Вила изпада от първото ниво на английския футбол през 2016 г., след като дотогава е играл във всеки един сезон на Висшата лига от създаването ѝ през 1992/93.
Астън Вила държи рекордния брой голове отбелязани за един сезон в английския елит – 128 гола през сезон 1930/31, с един повече от тогавашния шампион Арсенал. Вила правят най-дългата домакинска серия без загуба за Купата на Англия, която продължава 13 години и 19 мача, от 1888 до 1901 г.
- Най-голяма победа: 13–0 срещу Уенсбъри Олд Атлетик, 1886.
- Най-голяма загуба: 0–8 срещу Челси, 2012.
- Най-много точки в един сезон: 70 (2 т. в 42 м.) през 1971/72; 78 (3 т. в 42 м.) през 1987/88.
- Най-много отбелязани голове в един сезон (национален рекорд): 128 гола, 1930/31.
- Най-много допуснати голове в един сезон: 110, 1935/36.
- Най-много играчи за националния отбор на Англия: 71.
- Вила Парк е приел най-много финали за ФА Къп: 55.
- Първият елитен клуб, който назначава чуждестранен маниджър: Йозеф Венглош, 1990.
- Най-голямо посещение за ФА Къп (преди I Световна война): 121, 919 зр. (Астън Вила – Съндърланд, финал на Кристъл Палас, 1913).
- Най-много отбелязани голове в историята на ФА Къп: 817.
- Най-много победи – 136 и най-много голове – 457, в историята на Купата на Лигата.

## Съперничества
В началото след създаването си Астън Вила установява силно съперничество с отбора на Уест Бромич Албион, което е породено от географската им близост, но и от противопоставянето им един срещу друг на няколко пъти в решителните финални битки за Купата на ФА през 19 век.
Основен местен съперник на Вила обаче е градският враг Бирмингам Сити, носил до 1905 г. името Смол Хийт, макар често бирмингамските клубове да се разминават в дивизиите през годините. Бирмингамското дерби, известно още като Второто най-голямо градско дерби (поради неофициалното определяне на този град за втори по значимост след столицата), между Астън Вила и Бирмингам Сити се играе от 1879 г. Сред другите клубове Астън Вила има съперничества още с Улвърхамптън Уондърърс, Дарби Каунти и Ковънтри Сити.

## Български футболисти
- Стилиян Петров: 2006-2013